# Bénédicte Simon
Pour les articles homonymes, voir Simon (patronyme).
Bénédicte Simon, née le 2 juin 1997 à Mantes-la-Jolie, est une footballeuse française évoluant au poste de défenseure.

## Biographie

### Carrière en club
Bénédicte Simon est une joueuse française d’origine ghanéenne qui commence l'apprentissage du football au FC Mantois, club de sa ville d’origine. Alors qu'elle effectue d'abord des stages mixtes d'une semaine, ce n'est qu'à 14 ans qu'elle prend une licence et découvre tardivement la compétition, en catégorie U15 féminine. Très vite surclassée avec les seniors, elle pouvait jouer à tous les postes. En 2015, elle découvre la Division 2 avec le FC Aurillac Arpajon.
En 2016, elle s'engage avec le Stade de Reims, toujours en D2. Elle se distingue notamment par sa vitesse et son explosivité. Alors qu'elle jouait au poste de milieu offensive dans son début de carrière, Amandine Miquel l'installe au poste de latérale en 2017. Lors de la saison 2018-2019, elle participe à la montée du club en première division. Elle est également appelée en équipe de France militaire pour un stage. La saison suivante, elle vit donc sa première expérience en D1, connaissant 15 titularisations et terminant à la huitième place du championnat avec le promu rémois.
En juin 2020, elle signe au Paris Saint-Germain pour trois ans,. Entrant en jeu lors de quelques matchs de D1, elle connaît sa première titularisation avec le PSG lors du seizième de finale de Ligue des champions contre Górnik Łęczna.

### Carrière internationale
En avril 2021, elle est appelée pour la première fois en équipe de France des moins de 23 ans. Elle participe à un stage et entre en jeu lors d'un match amical face à Soyaux.

## Palmarès
Stade de Reims
- Championne de France de Division 2 en 2019.

## Statistiques
| Saison                | Club                  | Championnat           | Championnat | Championnat | Coupe(s) nationale(s) | Coupe(s) nationale(s) | Compétition(s) continentale(s) | Compétition(s) continentale(s) | Compétition(s) continentale(s) | Total | Total |
| Saison                | Club                  | Division              | M.          | B.          | M.                    | B.                    | Comp.                          | M.                             | B.                             | M.    | B.    |
| 2015-2016             | FC Aurillac Arpajon   | Division 2            | 21          | 8           |                       |                       | -                              | -                              | -                              | 21    | 8     |
| Sous-total            | Sous-total            | Sous-total            | 21          | 8           |                       |                       | -                              | -                              | -                              | 21    | 8     |
| 2016-2017             | Stade de Reims        | Division 2            | 17          | 1           | 1                     | 0                     | -                              | -                              | -                              | 18    | 1     |
| 2017-2018             | Stade de Reims        | Division 2            | 19          | 1           | 4                     | 0                     | -                              | -                              | -                              | 23    | 1     |
| 2018-2019             | Stade de Reims        | Division 2            | 21          | 3           | 2                     | 2                     | -                              | -                              | -                              | 23    | 5     |
| 2019-2020             | Stade de Reims        | Division 1            | 15          | 0           | 2                     | 0                     | -                              | -                              | -                              | 17    | 0     |
| Sous-total            | Sous-total            | Sous-total            | 72          | 5           | 9                     | 2                     | -                              | -                              | -                              | 81    | 7     |
| 2019-2020             | Paris Saint-Germain   | Division 1            | -           | -           | -                     | -                     | C1                             | 0                              | 0                              | 0     | 0     |
| 2020-2021             | Paris Saint-Germain   | Division 1            | 4           | 0           | 1                     | 0                     | C1                             | 2                              | 0                              | 7     | 0     |
| Sous-total            | Sous-total            | Sous-total            | 4           | 0           | 1                     | 0                     | -                              | 2                              | 0                              | 7     | 0     |
| Total sur la carrière | Total sur la carrière | Total sur la carrière | 97          | 13          | 10                    | 2                     | -                              | 2                              | 0                              | 109   | 15    |